# 아비바

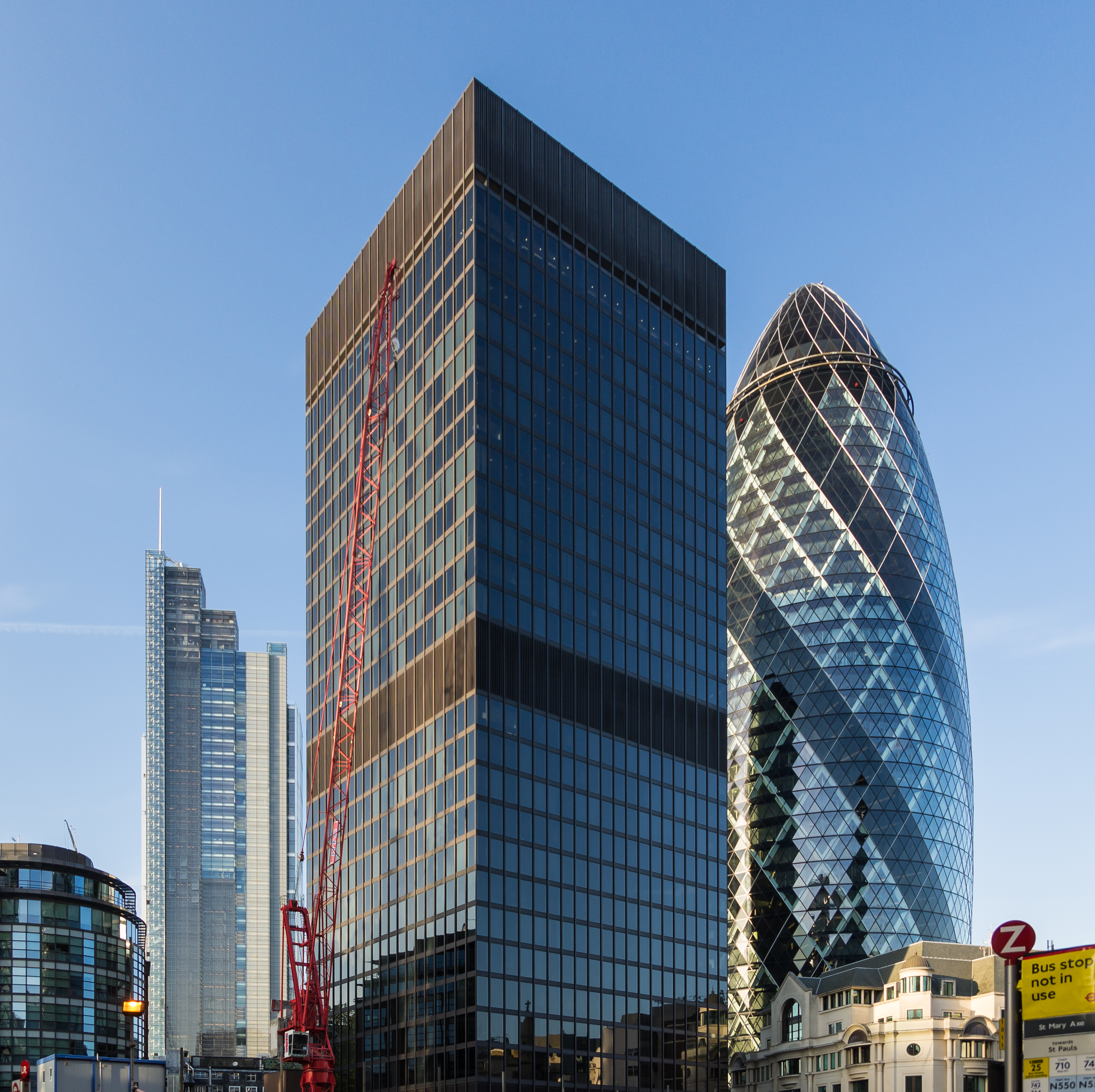
아비바 본사

AVIVA(영어: Aviva plc)는 영국의 보험회사이다. 본사는 영국 런던에 있다. 주요 사업 분야로는 일반 보험, 생명보험, 장기 저축 상품, 펀드 관리, 연금 등이 있다.
전 세계에 29,600명에 달하는 직원, 3,300만명에 달하는 고객을 보유하고 있다. 아비바가 1년 동안에 벌어들이는 전체 수익은 약 2,899억 영국 파운드에 달한다. 영국 외에 캐나다, 중국, 프랑스, 홍콩, 인도, 인도네시아, 아일랜드, 이탈리아, 리투아니아, 폴란드, 싱가포르, 스페인, 타이완, 터키, 베트남에 자회사를 두고 있다.

## 역사
1998년 영국의 보험회사인 커머셜 유니언(Commercial Union), 제너럴 액시던트(General Accident)가 합병되면서 CGU가 설립되었다. 2000년 CGU가 영국의 보험회사인 노리치 유니언(Norwich Union)을 합병하면서 CGNU가 설립되었으며 2002년 7월에 아비바로 이름을 바꾸었다. 아비바라는 이름은 라틴어로 "살아있는"을 뜻하는 '비바'(viva)에서 파생된 이름이다.
2005년 3월에는 영국의 자동차 수리 전문 회사인 RAC를 약 11억 영국 파운드에 인수했고 2006년 7월에는 미국의 보험회사인 아머러스 그룹(AmerUs Group)을 약 16억 영국 파운드에 인수했다. 2009년에는 오스트레일리아의 자산 관리 사업인 내비게이터(Navigator)를 내셔널 오스트레일리아 은행(National Australia Bank)에 약 8억 2,500만 오스트레일리아 달러에 매각했다.
2011년 9월에는 RAC를 약 10억 영국 파운드에 매각했으며 2012년 7월에는 주주 가치의 향상, 사업의 단순화를 위해 회사에서 중요도가 낮은 16개의 사업을 철수, 매각하는 구조 조정을 단행했다.
2015년 4월 13일에는 영국의 보험회사인 프렌즈 라이프 그룹(Friends Life Group)을 56억 영국 파운드에 인수했다.